# Collemezzano
Collemezzano (già Colle Mezzano) è una località del comune italiano di Cecina, nella provincia di Livorno, in Toscana.

## Storia
La località di Collemezzano è abitata sin dal periodo etrusco: sono stati rinvenuti resti di un centro a funzione abitativa.
La località è documentata sin dal 910, anno in cui venne accordata una permuta di terreni tra il vescovo di Pisa ed il sacerdote Stefano. Qui era situata la chiesa parrocchiale di San Lorenzo, ricordata in due pergamene della Primaziale di Pisa del 13 giugno 1048 e del 15 maggio 1053.
Nel 1106 è menzionata in una bolla del 19 settembre di papa Pasquale II dove la località è confermata nella giurisdizione ecclesiastica dell'abbazia di Moxi alle Badie, presso Castellina Marittima.
Nel XVIII secolo Collemezzano è anche ricordata nei Viaggi fatti in diverse parti della Toscana di Giovanni Targioni Tozzetti, dove è scritto: «si trovano per questo tratto a luogo a luogo molte rovine di case, le quali fanno conoscere che l'aria una volta non vi era tanto cattiva». Nel secolo successivo, così ricorda la frazione Emanuele Repetti nel suo Dizionario: «oggidì Colle Mezzano è un punto centrale di quella pianura sano e reso delizioso da buoni alberghi e dalle strade regie che ivi si uniscono, la nuova Livornese postale con quella antica Emilia e l'altra di Cecina.»
Nel 1882 il territorio di Collemezzano è stato scorporato dal comune di Riparbella e annesso a quello di Cecina.

## Monumenti e luoghi d'interesse

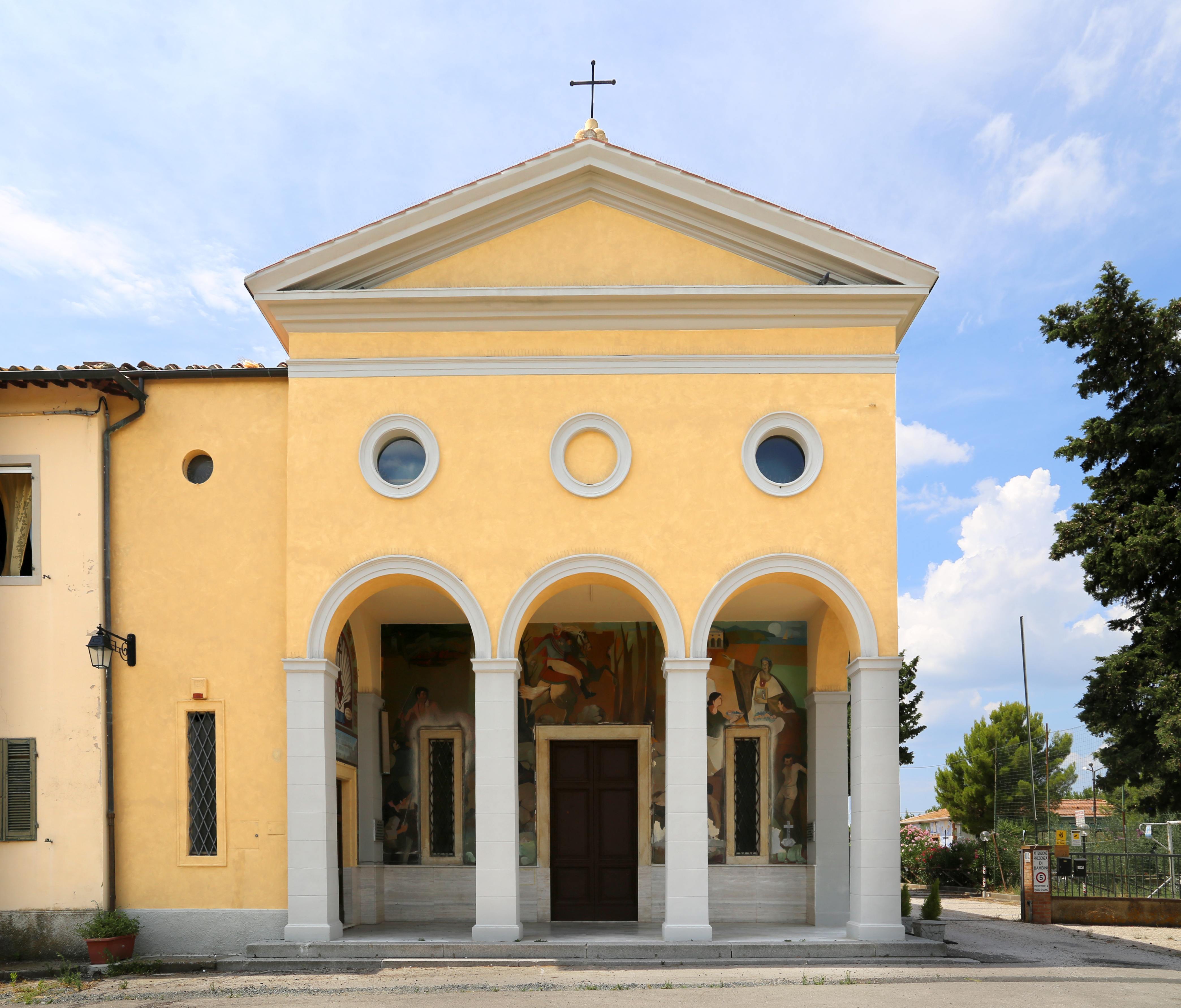
Chiesa di Sant'Antonio

- Chiesa di Sant'Antonio, chiesa parrocchiale della località, è stata eretta per volere del granduca Leopoldo II di Lorena ed inaugurata nel 1859. L'edificio si presenta in stile neoclassico e contiene all'interno pregevoli opere dal XVI al XIX secolo.

- Fattoria di Collemezzano

## Geografia antropica
La località si estende su un territorio di circa 860 abitanti e comprende, oltre al centro abitato di Collemezzano (70 m s.l.m., 14 abitanti), anche la contrada di Pacchione (43 m s.l.m., 95 abitanti) e numerose case sparse.